# PlayOnline

PlayOnline网站的logo

PlayOnline是由史克威尔（今史克威尔艾尼克斯）创办的在线游戏服务，并且作为公司发行的在线電腦、PlayStation、Xbox 360游戏的中心。目前该服务支持的游戏仅有《最终幻想XI》。服务曾经支持的游戏包括《前线任务 在线》、《幻想大陆 ～统治的指环～》、《Tetra Master》，以及日本版《无尽的任务II》、《地狱犬的挽歌 -最终幻想VII-》和《JongHoLo》。

## 历史

### 服务的开放
在最初的构思中，PlayStation是家庭多类别游戏内容一体化解决方案。在日本2000年1月28日的“史克威尔千禧年庆祝活动”上，史克威尔公布了三款最终幻想游戏，其中包括预定于2001年夏季发行的《最终幻想XI》；史克威尔当时已和日本电信公司NTT通信合作创作一款在线门户“PlayStation”，并提供在线游戏、聊天、电子有限、在线漫画、上网、在线购物、运动和即时通讯功能。《最终幻想XI》之后绰号为“最终幻想在线”，是第一个使用在线服务的游戏。PlayStation于2000年6月6日同时为日语和英语区玩家开启，同时公布的还有即将发行软件作品的新闻、访谈，以及墙纸。最初的访问让网站服务器过载，而玩家则访问缓慢或无法连接。网站素材来自包括《寄生前夜》、《放浪冒险谭》、《陆行鸟赛车》、《前线任务》、《穿越时空》和最终幻想的材料。媒体将PlayOnline视为索尼将PlayStation 2网络机顶盒转换战略的一环，而PlayStation 2配上宽带软件、上网器及硬盘亦是此因。浏览器的质量以其“清晰的”图形，优秀的页面排版和“高质量的音效”而著称。该浏览器并非一般目的的网络工具，而是只支持访问史克威尔网页内容，如关于史克威尔产品的新闻，以及漫画条形式的《最终幻想XI》攻略。

### 发展与成长
在2001年12月，史克威尔计划其将在2001年底有25万用户，2002年底有40万用户：服务每人付费10美元，即20万用户才能保证不赔本。2004年1月7日，史克威尔艾尼克斯宣布他们有在PlayOnline游戏服务上有超过50万注册用户，略少于100万的活跃玩家。2004年9月，史克威尔艾尼克斯称已有120万个游戏角色，大多数玩家有两或三个角色。2005年5月，《前线任务 在线》成为第二个服务的游戏，其零售价为7,140日元，每月订阅价格1,344日元。在2009年6月，一名美国旧金山用户以《最终幻想XI》“欺诈性广告、不公平竞争、不正当得利”为由状告史克威尔艾尼克斯，要求500万美元赔偿金。

### 安全与停机
2005年2月，800名玩家被禁止进行《最终幻想XI》的卡牌游戏《Tetra Master》，原因是垄断高等级道具和怪兽出没区，致使其他玩家无法发展。2009年3月，史克威尔艾尼克斯公布，于2009年4月6日为玩家启用新的安全系统，包括玩家付费9.99美元的安全令牌以及名为“莫古背包”的游戏内奖励。2005年4月9日，分布式拒绝服务攻击攻击了PlayStation服务器，致使北美和欧洲玩家无法访问《最终幻想XI》三小时，攻击持续了一周多，致使史克威尔艾尼克斯涉及法律纠纷。当时史克威尔艾尼克斯没有透漏，托管《前线任务 在线》、《幻想大陆》和日本《无尽的任务II》的日本服务器是否受到影响。
在2011年日本大地震中，服务器临时关闭，《最终幻想XIV》、《最终幻想XI》和PlayOnline游戏于服务从3月13日至3月25日停止服务。因电力短缺、空调和照明受限，《最终幻想XI》在该月和四月的订阅费亦免收。

### 业务使用减少
2009年6月史克威尔艾尼克斯宣布，因PlayOnline服务内容越发匮乏，将使用支持跨平台游戏的新服务，并使用可让玩家在任何地方进行游戏的统一史克威尔艾尼克斯ID，因而他们已决定在PlayOnline上发布《最终幻想XIV》。2011年6月史克威尔艾尼克斯宣布，他们将从2011年7月起将PlayOnline服务并入史克威尔艾尼克斯账户，并至8月31日结束。玩家仍需使用该服务进行《最终幻想XI》。好友列表可在《最终幻想XI》和《最终幻想XIV》间转移。